# Вулиця Галини Севрук
Ву́лиця Гали́ни Севру́к — вулиця в Голосіївському районі міста Києва, місцевість Багринова гора. Пролягає від проспекту Науки до Буковинської вулиці.
Прилучається Багринова вулиця.

## Історія
Вулиця виникла в середині XX століття під назвою 47-ма Нова.  1944 року отримала назву Маршальська вулиця
Сучасна назва на честь української художниці Галини Севрук — з 23 березня 2023 року.